# Giovanni Giacomo Gastoldi
Giovanni Giacomo Gastoldi (ur. około 1555 w Caravaggio, zm. 1622) – włoski kompozytor i duchowny.

## Życiorys
Związany był z kościołem Santa Barbara w Mantui, gdzie był subdiakonem (1572) i diakonem (1573–1574). W 1581 roku wymieniony jest jako śpiewak tegoż kościoła. Od 1579 do 1587 roku jako maestro di contrappunto uczył śpiewu młodych duchownych. Przypuszczalnie był uczniem Giachesa de Wert, po którym w 1592 roku objął stanowisko kapelmistrza kościoła św. Barbary, które piastował do około 1608 roku. Około 1609 roku przebywał w Mediolanie. O ostatnich latach jego życia brak informacji.

## Twórczość
Jego różnorodna twórczość obejmuje z jednej strony cykle wokalnych kompozycji religijnych (w tym msze i psalmy przeznaczone do wykonywania podczas nieszporów), z drugiej balety, madrygały i canzonetty. Największą popularnością, zarówno we Włoszech jak i w innych krajach europejskich, cieszyły się balety Gastoldiego, przeważnie 5-głosowe. 